# ナナミノキ
ナナミノキ（七実の木、学名: Ilex chinensis）は、モチノキ科モチノキ属の常緑高木である。ナナメノキともいう。

## 形態・生態
雌雄異株で、6月頃に薄紫色の花を咲かせる。

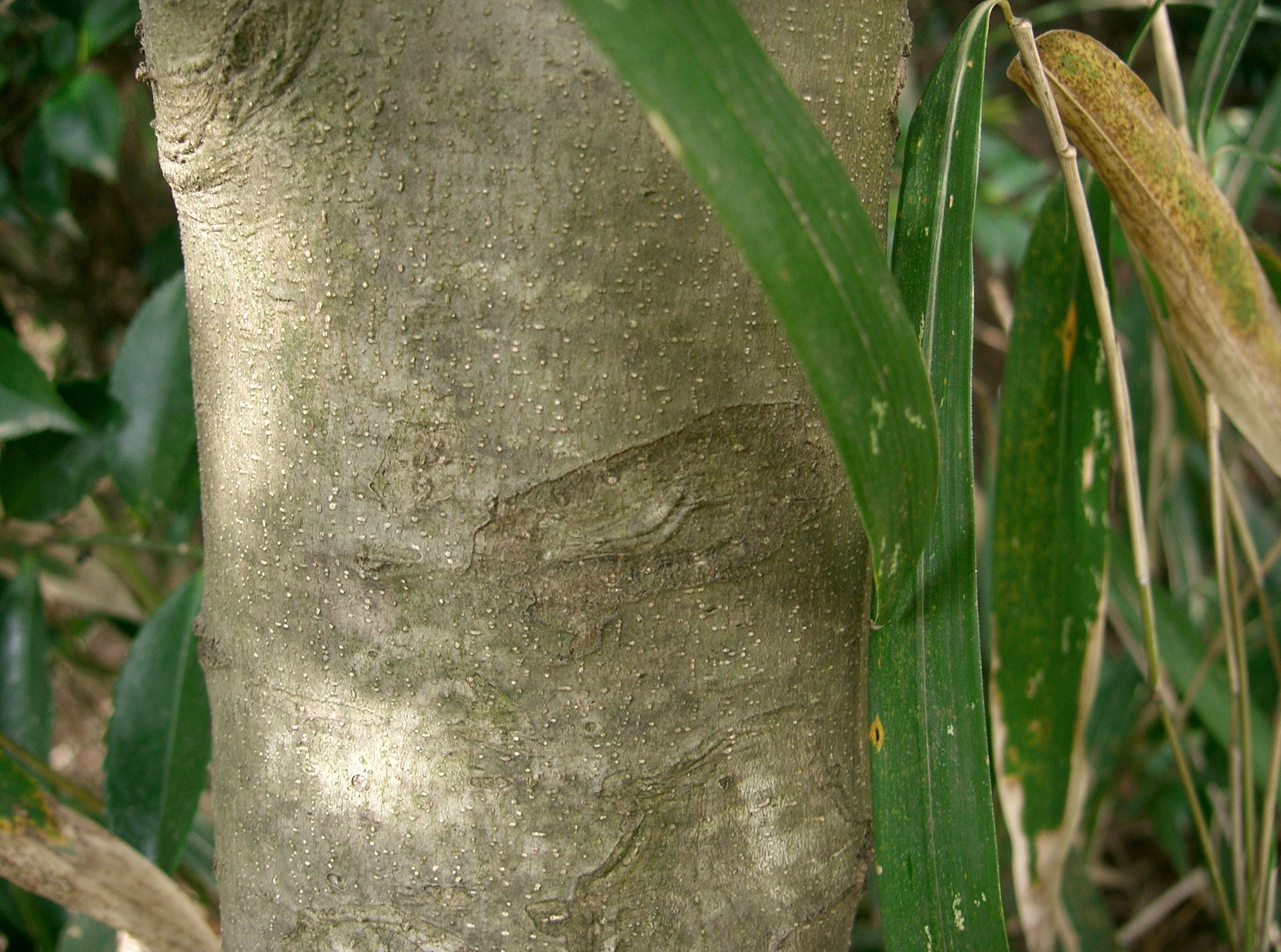
樹皮
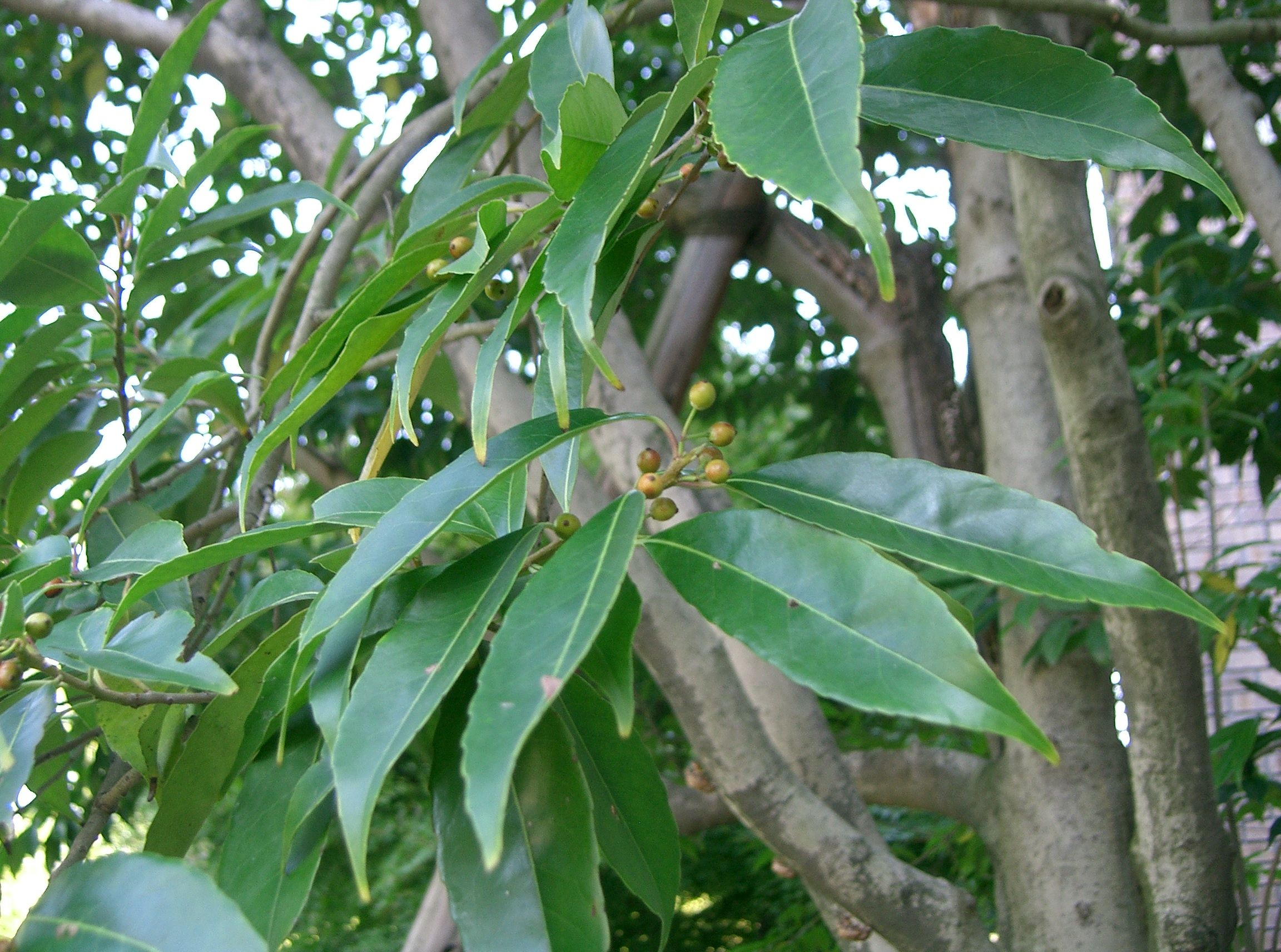
葉
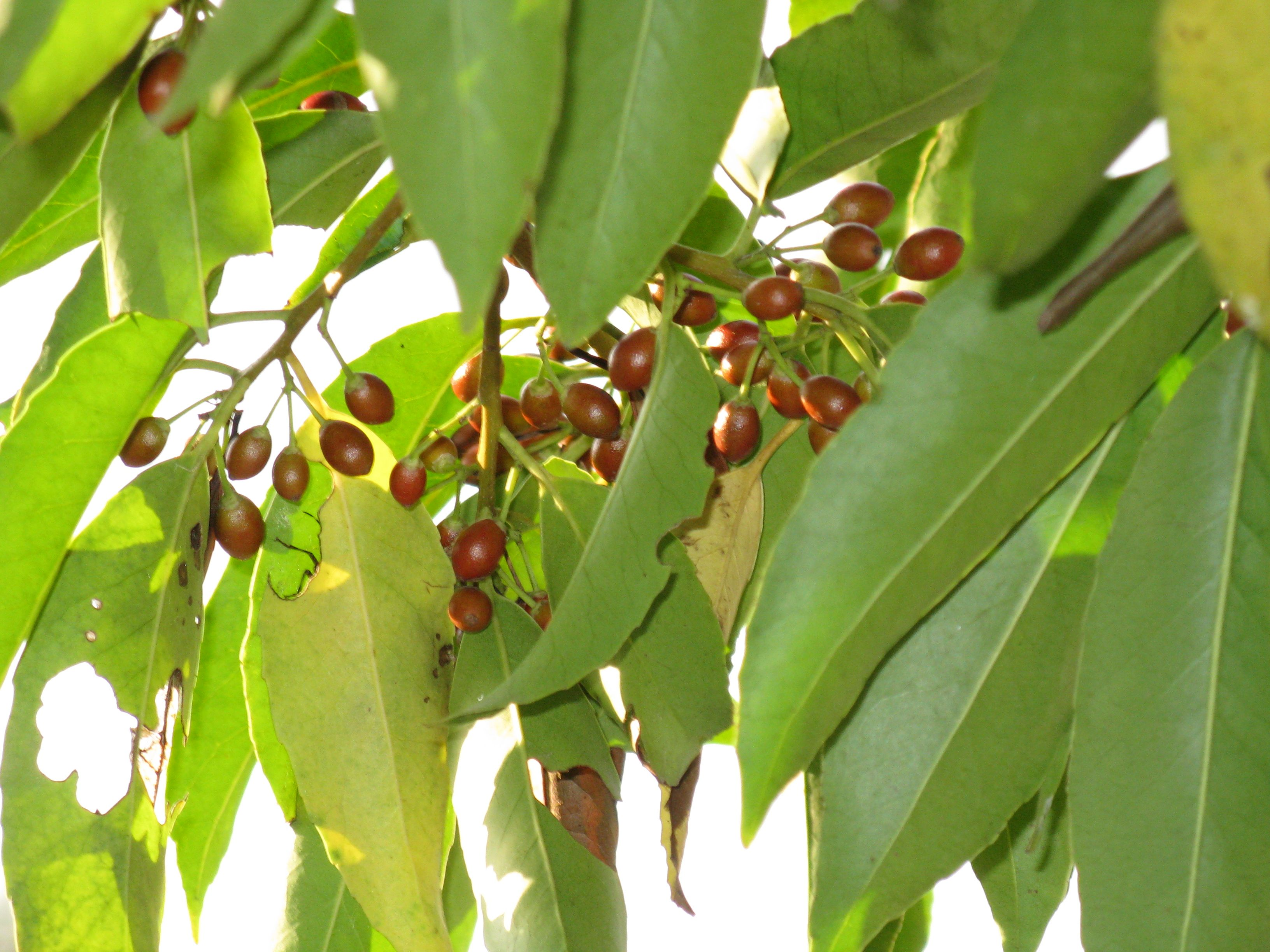
果実

## 分布
日本の本州（静岡県以西）、四国、九州の山地に自生する。